# لحية زرقاء (رواية)
لحية زرقاء، السيرة الذاتية لرابو كار ابيكيان (1916 - 1988)، رواية نُشرت عام 1987 لكورت فونيغت المؤلف ذو الكتب الأكثر مبيعًا. تُسرد الرواية بضمير المتكلم وتوصف السنوات الأخيرة للرسام التعبيري التجريدي رابو كارابيكيان، الذي ظهر لأول مرة كشخصية ثانوية في رواية فطور الأبطال لفونيغوت (1973). يشبه جوّ الرواية إلى حد كبير حكاية شارل بيرو الخرافية «اللحية الزرقاء». يذكر كارابيكيان هذه العلاقة مرة في الرواية.

## ملخص الحبكة
يعتذر الراوي -رابو كارابيكيان- في افتتاح الكتاب لضيوف قادمين: «وعدتكم بسيرتي الذاتية، لكنَّ خطأً ما حدث في ما خُطط له…» ويصف نفسه بأنه حارس متحف يجيب عن أسئلة يطرحها الزائرون القادمون ليشاهدوا أعماله الفنية التي لا تُقدَّر بثمن. يتشارك في منزله الموحش مع طاهيته المقيمة معه هي وابنتها سيليست.
بعد ظهر أحد الأيام، عندما كانت سيرسي بيرمان تتجول على شاطئ كارابيكيان الخاص. مدَّ يده لتحيٍتها، بادرته على حين غرة بسؤالها: «قل لي كيف مات والداك؟». فيروي لها القصة ويدعوها إلى منزله لتناول مشروب. بعد تناول الشراب والعشاء، يدعوها كارابيكيان إلى المكوث معه، كما فعل بول سلازينغر. يبدأ يتأثر بسحرها بعد فترة  ويراها «لعوبًا»، إذ تحصل عادة على ما تريد. لا تحترم السيدة بيرمان مجموعته الفنية التجريدية، بما فيها من أعمال لجاكسون بولوك.  تستكشف كل شبر من منزل كارابيكيان، وتطرح عليه الأسئلة باستمرار. حظر عليها فقط دخول حظيرة البطاطس.
حظيرة البطاطس هي محل مرسم كارابيكيان، وحاملة «سره». لا توجد نوافذ للحظيرة، إذ أقفل كارابيكيان أحدها حتى نهايته بالمسامير وأوصد الآخر بستة أقفال. أغرى لغز حظيرة البطاطس هواة جمع الأطعمة لتقديم عروض باهظة ولإثارة الشكوك حول وجود تحف فنية مسروقة. يدرك كارابيكيان في حياته -بعد مساعدة من بيرمان- أنه كان خائفًا من الناس لا أكثر، ويفتح حظيرة البطاطس أمام الجمهور ليشاهدوا فنه.

## الشخصيات
- رابو كارابيكيان، رسام أعور من الجيل الأول للأرمن الأمريكيين عمره 71 عامًا. يسكن في بيت مؤلف من تسع عشرة غرفة يقع على ضفاف إيست هامبتون في لونغ آيلند، ورثه من زوجته الثانية إديث.
- سيرسي بيرمان، التي اختارت منزل كارابيكيان ليكون مكانًا للبحث والكتابة عن المراهقين من الطبقة العاملة الذين يقيمون مع أصحاب الملايين. تتولى أثناء إقامتها هناك إلى حد ما المسؤولية عن حياة كارابيكيان وتطلب منه أن يبدأ في كتابة سيرته الذاتية، وهو ما يفعله. تقدم بعد ذلك على تجديد ردهة منزل كارابيكيان بتهور ودون موافقته -بإزالة الكثير من الأشياء التي كانت زوجة كارابيكيان المتوفاة تستخدمها لتزيينها أثناء قيامه بذلك- ما يدخلهما في مناقشة حادة تؤدي إلى مغادرتها، ولكنها سرعان ما تعود. ذلك أبرز مثال لعدم اكتراث سيرسي بخصوصية الآخرين ومساحاتهم الشخصية. رغم أن رابو يفعل معظم الأمور التي تريده أن يفعلها، فهو لا يخبرها بما هو موجود في حظيرة البطاطس حتى مع ضغطها عليه. تُعد سيرسي روائية تنشر على نطاق واسع تحت اسم «بولي ماديسون». رغم أن رواياتها تحظى بشعبية كبيرة، فإنها تتعرض للانتقاد لإفسادها شباب العالم.
- بول سلازينغر، شخص فقير من جرحى الحرب العالمية الثانية. يقيم مع كارابيكيان ويأكل من مطبخه رغم أنه يملك منزله الخاص. يرفض الإقامة الدائمة على أساس أنه «لا يتمكن من الكتابة إلا في المنزل». نشر إحدى عشرة رواية لكنه ليس في مستوى سيرسي بيرمان. تتظاهر سيرسي بأنها ليست بولي ماديسون، لذلك ينظر إليها بول بازدراء ويعطيها بتعالٍ إرشادات في الكتابة.
- دان غريغوري، واسمه الأصلي دان غريغوريان قبل انتقاله إلى أمريكا وتغييره لاسمه. قدَّرت إحدى المجلات في مقالة أنه الفنان الأعلى أجرًا في التاريخ الأمريكي. جعل كونه أرمنيًا مثل عائلة رابو أم رابو تعتقد أنه رجل عظيم، ومثال على الأرمني الذي أصبح ناجحًا في أميركا. تصر على أن يراسل ابنها «غريغوري» -كما كانت تدعوه- ليطلب منه التتلمذ على يديه. يصبح كارابيكيان تلميذًا «غريغوريًا» في سن السابعة عشرة. إنه مناصر أصيل للفاشية، ومهووس ببينيتو موسوليني، الذي كان معجبًا جدًا به. يدفعه تقديره العالي لموسوليني إلى الدخول في جدال مع رجال مثل: دبليو سي فيلدز، وآل جولسون اللذين يرفضان شراكته في وقت لاحق. يذهب في نهاية المطاف إلى إيطاليا للعمل مباشرة مع موسوليني خلال الحرب العالمية الثانية. يحظى بقبول موسوليني -الذي رحب بالتأييد الجماهيري لفنان شهير مثله- ولكنه في النهاية يُقتَل في المعركة على يد القوات البريطانية.
- ماريلي كيمب، خليلة دان غريغوري التي أقنعته بأن يتخذ من كارابيكيان تلميذًا له. أصبحت في النهاية عشيقة رابو ثم طُردا لاحقًا من مرسم غريغوري عندما شاهدهما يغادران متحف الفن الحديث معًا. يحظيان بعلاقة قصيرة جدًا تنهيها ماريلي مدعية أن رابو ليس الرجل الذي كانت تحتاجه في ذلك الوقت. تصبح عبر سلسلة من الأحداث كونتيسة ثرية في إيطاليا.
- إديث تافت، وكانت زوجة كارابيكيان الثانية منذ عشرين عامًا.
- دوروثي روي، زوجة كارابيكيان الأولى. غادرت مع ابنيهما تيري وهنري.
- والدا رابو، كانا من الناجين من الإبادة الجماعية للأرمن ثم خدعهما رجل محتال لكي يشتريا صكًا مزيفًا لمنزل في سان إغناسيو في كاليفورنيا التي انتقلا إليها من أجل حياة أفضل. صار والده -الذي كان معلمًا في تركيا- إسكافيًا عندما وصلا إلى بيتهما الجديد. تمر العائلة بأوقات عصيبة جدًا عندما يأتي الكساد الكبير.
- أليسون وايت، وهي طباخة كارابيكيان المقيمة، ورغم أنه لا يشير إليها بأي شيء عدا ذلك، إلا أنها تستاء منه لأنه لم يستخدم اسمها قط. لديها ابنة اسمها سيليست تعيش معهم أيضًا.